# Roi de Rome
Il Roi de Rome era un vascello di linea francese da 120 cannoni appartenente alla classe Commerce de Marseille, non completato

## Storia

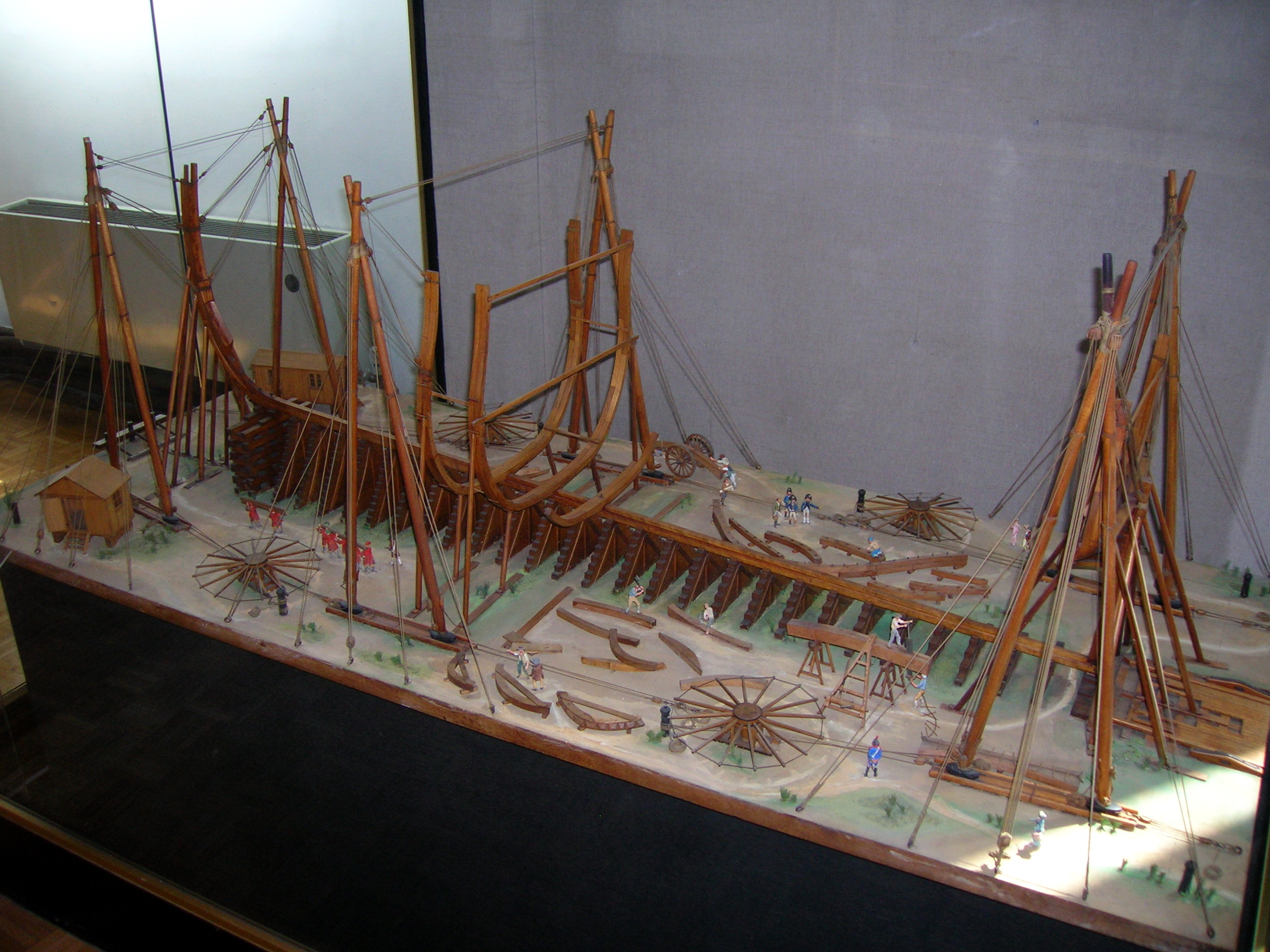
Modello in scala 1/40 di una nave da 118 cannoni della classe Océan in costruzione.

Il vascello da 118 cannoni Sans Pareil, appartenente alla Classe Commerce de Marseille progettata da Jacques Noël Sané, fu impostato presso l'arsenale di Brest nel 1811. La costruzione procedette a rilento e la nave fu ribattezzata sullo scalo di costruzione dapprima Roi de Rome, poi Inflexible e di nuovo Roi de Rome nel 1812, e infine Sans Pareil. Dopo la caduta di Napoleone Bonaparte, avvenuta l'11 aprile 1814, e la seguente restaurazione della monarchia, già il 23 aprile furono radiate 10 navi di linea; 3 destinate demolizione, 7 a fungere da prigioni galleggianti, magazzino o guardiaporto. Delle 19 navi di linea in costruzione all'epoca, 8 sono successivamente varate; e delle rimanenti 11, il Sans Pareil, fu smantellato nel giugno 1816 perché il suo scafo, la cui costruzione non era molto avanzata, stava marcendo presso il cantiere navale. Alla fine del 1818 si ritenne più utile utilizzare il legname sano per la revisione del Wagram da 118 cannoni.
Un modello di un vascello a due ponti da 80 cannoni denominato Roi de Rome (CnAM 4024) e in mostra presso il Musée des arts et métiers di Parigi. Questo modello e una riproduzione di fantasia e non centra nulla con il vascello Roi de Rome da 120 cannoni.

### Fonti
1. ↑  Roche 2005, p. 385.
2. ↑  Three Decks.
3. 1 2 3 4 5  Troisponts.
4. ↑  (FR) Patrice Decencière, Les collections maritimes du Musée des arts et métiers, in Neptunia, n. 262, June 2011 2011,  p. 37.